# Cmentarz żydowski w Raciążu
Cmentarz żydowski w Raciążu – kirkut został założony został na podstawie umowy zawartej między władzami miasta a gminą żydowską w dniu 22 maja 1821. Władze wydzierżawiły gminie teren o powierzchni około 270 metrów kwadratowych. Po kilku latach obszar kirkutu uległ zwiększeniu do 1,8 lub 1,5 ha. Kirkut mieścił się na północny wschód od miasta, na skraju lasu, przy drodze leśnej. W czasie okupacji hitlerowcy doszczętnie zdewastowali nekropolię. Obecnie można znaleźć jedynie fragmenty uszkodzonych nagrobków.